# Нерчинско-Куэнгинский хребет
Не́рчинско-Куэнги́нский хребе́т — горный хребет в Забайкальском крае России, расположенный в правобережье реки Ульдурга, левобережье рек Нерча и Нерчуган, от истока реки Кия на юго-западе до верховьев реки Белый Урюм на востоке, где он сочленяется с Хорьковым хребтом.
Протяжённость хребта составляет 220 км, преобладающие высоты 1000—1100 м, максимальная высота — 1431 м. Сложен преимущественно породами позднеархейских формаций, прорванными местами телами мезозойских гранитоидов. Главный тип ландшафта — горная тайга.
Хребет получил название по рекам Нерча и Куэнга, притокам Шилки. На юго-восточном склоне хребта берёт начало река Ареда.